# Gobs
Victor Gaardboe (født 1999), kendt under kunstnernavnet Gobs, er en dansk sanger og rapper. Han debuterede i 2018 med singlen "Vérités" og har siden udgivet albumsene Intet til Alt (2022) og Knuste Hjerter Heler Aldrig (2023), hvor sange som "Du & Jeg", "Tro på Kærlighed",  "Tak for Sidst" og "Frie Fugle" findes.

## Opvækst
Gaardboe er opvokset i Jyllinge og har gået på Himmelev Gymnasium i Roskilde.
Han spillede på FC Nordsjællands ungdomshold, hvor han spillede med bl.a. Mikkel Damsgaard og Andreas Skov Olsen, men han måtte stoppe grundet en knæskade.

## Plagiat-anklager
I februar 2024 skrev det danske musikmagasin Soundvenue at Gobs var blevet anklaget for plagiat af den danske rapper, Gilli. Gillis manager, Mass Ebdrup og dennes musikselskab, MXIII, havde henvendt sig til Gobs og musikselskabet Warner med en klage om plagiat. I henvendelsen hævdede Ebdrup, at Gobs' single "Livet er kort" (2024) plagierede Gillis sang "Skarpt lys" (2023) og de krævede en dialog og eventuelt forlig. Gobs og Warner afviste anklagen. 

## Privat
Gaardboe blev gift med Josephine-Emilia Nielsen, model og influencer, den 12. april 2025 i Klampenborg. Parret annoncerede deres vielse i maj 2025. Parret indledte et forhold i 2021 og blev forlovet i 2023.
Den 25. juni 2025 aflyste Gaardboe sin planlagte optræden på Rock i Ringkøbing tre dage senere, da hans mor var afgået ved døden grundet et pludseligt hjertestop. Gaardboe annoncerede selv dødsfaldet på sin Instagramprofil og aflyste samtidig alle sine planlagte sommerkoncerter.